# Boomvoetknoopjeskorst
Boomvoetknoopjeskorst (Bacidina sulphurella) is een korstmos uit de familie Ramalinaceae.

## Determinatie
Boomvoetknoopjeskorst heeft korstvormig thallus dat vrij regelmatig fijnkorrelig maar niet echt soredieus is. Apotheciën zijn doorgaans afwezig. Indien aanwezig zijn deze bleekbruin tot bijna wit, plat en vaak zeer onregelmatig van vorm en dikte. Ascosporen zijn naaldvormig en meestal met drie septa. Pycnidiën zijn altijd aanwezig. Deze zijn wit of roze van kleur en hebben en diameter van ongeveer 0,2 mm.

## Ecologie
Hij is talrijk op de boomvoet van allerlei soorten bomen, zowel op beschutte bomen in het bos als op erfbomen of op rijtjes bomen langs wegen. Hij komt voor op meest op ontzuurde, enigszins geëutrofieerde boomvoeten op zwak beschutte plekken. In bossen is boomvoetknoopjeskorst ook hoger op de stam te vinden. Verder komt hij ook voor op beschut gesteente, zoals bakstenen muurtjes.

## Verspreiding
In Nederland komt boomvoetknoopjeskorst vrij zeldzaam voor. Hij staat niet op de rode lijst en is niet bedreigd. 